# National Provincial Championship 1986
La National Provincial Championship 1986 fue la decimoprimera edición del principal torneo de rugby de Nueva Zelanda.
El campeón del torneo fue el equipo de Wellington quienes lograron su tercer campeonato.

## Sistema de disputa
Los equipos enfrentan a los diez equipos restantes en una sola ronda.
- El equipo que logre mayor cantidad de puntos al final del torneo se corona campeón.

- El equipo ubicado en la 11° posición al final del campeonato desciende directamente a la Segunda División.

## Clasificación
| Pos. | Equipo           | Encuentros | Encuentros | Encuentros | Encuentros | Tantos | Tantos | Tantos | PB | PB | Puntos |
| Pos. | Equipo           | PJ         | PG         | PE         | PP         | F      | C      | Dif    | BO | BD | Puntos |
| ---- | ---------------- | ---------- | ---------- | ---------- | ---------- | ------ | ------ | ------ | -- | -- | ------ |
| 1.º  | Wellington       | 10         | 10         | 0          | 0          | 274    | 131    | +142   | 0  | 0  | 40     |
| 2.º  | Auckland         | 10         | 9          | 0          | 1          | 308    | 85     | +223   | 0  | 0  | 36     |
| 3.º  | Canterbury       | 10         | 7          | 1          | 2          | 282    | 153    | +129   | 0  | 1  | 31     |
| 4.º  | Otago            | 10         | 6          | 0          | 4          | 199    | 187    | +12    | 0  | 1  | 25     |
| 5.º  | Bay of Plenty    | 10         | 5          | 0          | 5          | 179    | 214    | -35    | 0  | 2  | 22     |
| 6.º  | Taranaki         | 10         | 3          | 0          | 7          | 189    | 205    | -16    | 0  | 4  | 16     |
| 7.º  | North Auckland   | 10         | 3          | 0          | 7          | 147    | 176    | -29    | 0  | 4  | 16     |
| 8.º  | Counties Manukau | 10         | 4          | 0          | 6          | 147    | 234    | -87    | 0  | 0  | 16     |
| 9.º  | Wairarapa Bush   | 10         | 3          | 0          | 7          | 123    | 241    | -118   | 0  | 1  | 13     |
| 10.º | Manawatu         | 10         | 2          | 1          | 7          | 176    | 225    | -49    | 0  | 2  | 12     |
| 11.º | Southland        | 10         | 2          | 0          | 8          | 166    | 339    | -173   | 0  | 0  | 8      |

|  | Campeón.                  |
|  | Descenso a la División 2. |

| Bandera de Nueva Zelanda |
| Campeón Wellington       |
| Tercer título            |